# دوغ ستيفنز
دوغ ستيفنز هو مقدم تلفزيوني كندي، ولد في 17 أبريل 1964 في فانكوفر في كندا.